# Yeghegis
Yeghegis (in armeno Եղեգիս?) è un comune di 513 abitanti (2001) della Provincia di Vayots Dzor in Armenia.